# 21
21（二十一、廿一、にじゅういち、はたちあまりひとつ、はたひと）は自然数、また整数において、20の次で22の前の数である。英語の序数詞では、21st、twenty-first となる。ラテン語では viginti-unus（ウィーギンティー・ウーヌス）。

## 性質
- 21は合成数であり、正の約数は 1, 3, 7, 21 である。
  - 約数の和は32。
  - 3番目の奇数の合成数である。1つ前は15、次は25。(オンライン整数列大辞典の数列 A071904)
- 1/21 = 0.047619… (下線部は循環節で長さは6)
  - 逆数が循環小数になる数で循環節が6になる4番目の数である。1つ前は14、次は26。
- 21 = 1 + 2 + 3 + 4 + 5 + 6
  - 6番目の三角数である。1つ前は15、次は28。
    - 三角数において三角数番目で表せる3番目の数である。1つ前は6、次は55。(オンライン整数列大辞典の数列 A002817)
      - この数は n = 3 のときの n(n + 1)(n2 + n + 2)/8 の値である。

    - サイコロの目の総和と等しい。
    - 三角数がハーシャッド数になる5番目の数である。1つ前は10、次は36。
    - 21 = 6 + 15
      - 2つの異なる三角数の和で表せる最小の三角数である。次は36。ただし同じでも可とするとき最小は6。(オンライン整数列大辞典の数列 A112352)
- 3番目の八角数である。1つ前は8、次は40。
- 8番目のフィボナッチ数である。1つ前は13、次は34。
  - フィボナッチ数がハーシャッド数となる6番目の数である。1つ前は8、次は144。
  - 7の倍数になる最小のフィボナッチ数である。次は987。
  - 4番目のフィボナッチ数かつ幸運数となる数である。1つ前は13、次は1597。(オンライン整数列大辞典の数列 A057589)
  - 最小の半素数のフィボナッチ数である。次は34。(オンライン整数列大辞典の数列 A053409)
  - 降順の数で表せる6番目のフィボナッチ数である。次は987。ただし1桁の数を除くと最小である。(オンライン整数列大辞典の数列 A178356)
- 21 = 3 × 7
  - 7番目の半素数である。1つ前は15、次は22。
    - 半素数がハーシャッド数になる5番目の数である。1つ前は10、次は111。

  - n = 1 のときの 7 × 3n の値とみたとき1つ前は7、次は63。(オンライン整数列大辞典の数列 A005032)
  - n = 1 のときの 3 × 7n の値とみたとき1つ前は3、次は147。(オンライン整数列大辞典の数列 A169634)
  - p × q で表せる2番目の奇数である。1つ前は15、次は33。(オンライン整数列大辞典の数列 A046388)
  - n = 3 のときの n3 − n2 + n の値とみたとき1つ前は6、次は52。(オンライン整数列大辞典の数列 A069778)
  - 21 = 1 × (1 + 2) × (1 + 2 + 4)
    - 初項 1、公比 2 の等比数列の和の総乗の値とみたとき1つ前は3、次は315。(オンライン整数列大辞典の数列 A005329)
- 508,853,9892 = 258,932,382,121,212,121
- 九九では 3 の段で 3 × 7 = 21 (さんしちにじゅういち)、7 の段で 7 × 3 = 21 (しちさんにじゅういち)と2通りの表し方がある。
- 21! = 51090942171709440000 である（20桁）。
- ルジンの問題の最小の解は21個である。
- 21 = 40 + 41 + 42
  - a = 4 のときの a0 + a1 + a2 の値とみたとき1つ前は13、次は31。
    - この形の三角数としては2番目、1つ前は3、次は91。
    - a0 + a1 + a2 の形で表せる3番目のハーシャッド数である。1つ前は7、次は111。

  - 4の累乗和とみたとき1つ前は5、次は85。(オンライン整数列大辞典の数列 A002450)
    - 21 = 43 − 1/4 − 1 = 53 + 1/5 + 1
      - n = 4 のときの nn−1 − 1/n − 1 の値とみたとき1つ前は4、次は156。(オンライン整数列大辞典の数列 A060072)

  - 21 = 20 + 22 + 24
    - a = 2 のときの a0 + a2 + a4 の値とみたとき1つ前は3、次は91。(オンライン整数列大辞典の数列 A059826)

  - 21 = 12 + 22 + 42
    - 3つの平方数の和1通りで表せる10番目の数である。1つ前は19、次は22。(オンライン整数列大辞典の数列 A025321)
    - 異なる3つの平方数の和1通りで表せる2番目の数である。1つ前は14、次は26。(オンライン整数列大辞典の数列 A025339)
    - n = 2 のときの 1n + 2n + 4n の値とみたとき1つ前は7、次は73。(オンライン整数列大辞典の数列 A001576)
- 各位の和が21になるハーシャッド数の最小は399、1000までに4個、10000までに85個ある。
- 14番目のハーシャッド数である。1つ前は20、次は24。
  - 3を基とする3番目のハーシャッド数である。1つ前は12、次は30。
  - nを基とするn番目のハーシャッド数である。1つ前は20、次は220。
  - 各位の和(数字和)が n になる n 番目の数である。1つ前は11、次は31。
- 各位の立方和が平方数になる6番目の数である。1つ前は12、次は22。(オンライン整数列大辞典の数列 A197039)
- 1～5までの約数の和である。1つ前は15、次は33。
- 各位の積が2になる3番目の数である。1つ前は12、次は112。(オンライン整数列大辞典の数列 A199986)
- n = 1 のときの 2n と n を並べてできる数である。n を自然数としたとき最小、次は42。(オンライン整数列大辞典の数列 A235497)
- 7番目の幸運数である。1つ前は15、次は25。
  - 幸運数自身のすべての約数が幸運数である数としては6番目である。1つ前は13、次は31。
  - 累乗数はもちろん1にもなり得ない5番目の幸運数である。1つ前は15、次は31。

## その他 21 に関連すること
- 西暦21年
- JIS X 0401、ISO 3166-2:JPの都道府県コードの「21」は岐阜県。
- 原子番号21の元素はスカンジウム (Sc) で、遷移元素の中では原子番号が最小。
- 21cm線は、周波数 1420.40575MHz の電波であり、中性水素原子のエネルギー状態の変化によって放射されるスペクトル線のこと。天文学、特に電波天文学の分野で広く使われている。
- TCP/IP ではFTP接続のポート番号。
- トランプのブラックジャックは、カードの数字の和を21に近付けるゲームであり、「トゥエンティワン」の別名がある。
  - 2008年公開の映画「ラスベガスをぶっつぶせ」の原題「21」は、上記のブラックジャックに由来する。
- タロットの大アルカナで XXI は世界。
- 易占の六十四卦で第21番目の卦は、火雷噬嗑。
- クルアーンにおける第21番目のスーラは預言者である。
- 年始から数えて21日目は1月21日。
- 21世紀（二十一世紀）に関する名称・事柄
特に20世紀終盤にあたる1980年代から90年代にかけて「〇〇21」といった名称が流行した。
  - 近畿日本鉄道の通勤型電車（次世代一般車両）「シリーズ21」。その第一陣として、近鉄3220系電車が2000年に登場した。
  - 伊豆急行2100系電車「リゾート21」
  - 横浜みなとみらい21
  - 21エモン（藤子・F・不二雄の漫画）
  - アイシールド21（アメリカンフットボールをテーマとした原作稲垣理一郎・作画村田雄介によるスポーツ漫画）
  - アバンチュール21（手塚治虫の漫画）
  - ブラック・ジャック21（手塚治虫原作漫画のアニメ化タイトル）
  - ウルトラマン一族の1人、ウルトラセブン21。
  - PHP研究所が出版する月刊誌「THE21」。
  - くもん出版が出版していた科学雑誌「コペル21」。
  - モーニング娘。のシングル曲「恋愛レボリューション21」。
  - センチュリー21は世界中で展開している不動産会社。日本法人はセンチュリー21・ジャパン。
  - レオパレス21は日本の不動産会社。
  - 毛髪クリニックリーブ21は頭髪の発毛施術などを行っているサービス業者。
  - 21世紀グループは熊本県で展開しているパチンコチェーン「CORE21」の運営会社。
  - 劇団21世紀FOXは肝付兼太や山口勝平などが所属する日本の劇団であったが、2016年に解散。
  - 21世紀フォックスは、ニューズ・コーポレーションがエンターテインメント事業を分社化して2013年に誕生した会社。傘下に映画会社の20世紀フォックスがあった。2019年、ディズニーに買収されて消滅した。
  - アジェンダ21は、1992年の環境と開発に関する国際連合会議（地球サミット）で採択された行動計画。
- 21歳で解禁になる事項
  - アメリカでは、21歳からお酒が飲めるようになる。
  - 日本では、定期運送用の飛行機、ヘリコプター、飛行船の操縦免許を21歳から取得できる。
  - 日本では、アメリカにサーバーを置いている関係で21歳未満のアクセスを禁じているウェブサイトがある（かつての電子掲示板の「ピンク板」など）。
- 21代目の継承に当たる人物
  - 第21代天皇は雄略天皇。
  - 日本の第21代内閣総理大臣は加藤友三郎。
  - 大相撲の第21代横綱は若嶌權四郎。
  - 第21代殷王は小乙。
  - 第21代周王は定王。
  - 第21代ローマ教皇はコルネリウス（在位：251年3月6日〈3月13日説もある〉～253年6月）である。
- LG21 は、明治から発売されているヨーグルトの商品名、および使用されている乳酸菌名。
- 新潟テレビ21は、新潟県のテレビ局。アナログ親局チャンネルが21chであったことからこの社名と局名がついた。略称も2006年7月31日までは NT21 だった（現在はコールサイン後ろ2文字のUX）。
- ミュージカルスクールSTAGE21（大阪にある舞台人養成校。21 は「ツーワン」と読む）
- ディスカヴァー・トゥエンティワンは日本の出版社。
- BasiL から発売されたアダルトゲーム「21-Two One-」
- サントリーから発売されていたウイスキーの名前。「ハタチを過ぎたら21」というコピーの CM が放映されていた。
- 21時（午後9時）に関する名称・事柄
  - Berryz工房のシングル曲「21時までのシンデレラ」。
  - ニュース21
- ノンフィクション小説「江夏の21球」
- 対華21カ条要求
- 21 (テレビ番組)（トゥエンティワン） - アメリカで放送されたテレビ番組。
- トゥエンティ・ワンは斎藤誠、村田和人、山根栄子、山根麻衣、重実徹が参加したバンドである。
- ビールの王冠に付いているギザギザの溝は21本刻まれている。
- 国家元首、皇族、国旗に対する礼砲は21発撃つ決まりになっている。
- 「かい人21面相」は、グリコ・森永事件の犯行声明文で犯人が名乗った名前。
- 美少女クラブ21は女性アイドルグループ、美少女クラブ31の旧名。
- アルバム名
  - 21 (DIMENSIONのアルバム) - 日本のフュージョンバンドDIMENSIONの2008年に発売された21枚目のアルバム名。
  - 21 (アデルのアルバム) - イギリスのシンガーソングライターアデルの2011年に発売されたセカンド・アルバム名。
- 2つのさいころの目の出方は、丁（偶数）が12通りで半（奇数）が9通りであわせて21通りある。
- RGB21ピン
- 21サヴェージ（英: 21 Savage）は、アメリカ合衆国アトランタ出身のラッパー。

## 符号位置
| 記号 | Unicode | JIS X 0213 | 文字参照          | 名称                     |
| ---- | ------- | ---------- | ----------------- | ------------------------ |
| ㉑   | U+3251  | 1-8-33     | &#x3251; &#12881; | CIRCLED DIGIT TWENTY ONE |